# Palma di Montechiaro
Pour les articles homonymes, voir Palma.
Palma di Montechiaro est une commune italienne d'environ 24 200 habitants, située dans la province d'Agrigente, dans la région de Sicile.

## Toponymie
- Parma di Muntichiaru en sicilien. Palma di Montechiaro signifie littéralement « palmier de la montagne claire ».

## Histoire
Le duc Carlo Tomasi fonde la ville le 3 mai 1637. La conception de la nouvelle ville est confiée à Giovanni Battista Hodierna  qui dessine un plan ortogonal.
En 1960, à l'occasion d'un congrès organisé par Danilo Dolci, Robert Guillain décrit dans les colonnes du Monde, la misère qui règne alors dans cette commune peuplée aux deux tiers de paysans pauvres, souvent sans terre, ayant du travail moins d'un jour sur deux. Un tiers des pièces d'habitation ne possèdent pas de fenêtre, un autre tiers n'ont qu'une simple lucarne, 90 % des logements n'ont pas l'eau courante, presque autant sont sans toilettes, 70 % sont trop humides. La promiscuité avec les animaux dans les trois quarts des cas explique un état sanitaire critique : 1 habitant sur sept atteint par le paludisme, qui tue 80 personnes en 1957 dans la dernière épidémie connue de cette maladie en Italie, 241 cas de typhus, 191 de brucellose, le plus gros taux de trachome du bassin méditerranéen, 17 cas de kala azar dont 13 mortels, mais aussi quelques rares cas de leishmaniose cutanée, charbon et méningite cérébrospinale. Les trois quarts des enfants sont infectés par des vers parasites, les ascaris infectent 11 % de la population, les ténias, 34 %. Sans dispensaire ni hôpital, la mortalité infantile y affiche un taux dix fois supérieur à l'Italie, à 103 pour mille.

## Monuments et patrimoine
L'écrivain Giuseppe Tomasi di Lampedusa, auteur du roman Le Guépard, était duc de Palma di Montechiaro. Le village sert de modèle à la localité de Donnafugata dans le roman, tandis que la demeure du prince Salina à Donnafugata s'inspire du palais Filangeri di Cutò à Santa Margherita di Belice.

## Administration
| Période                                  | Période  | Identité           | Étiquette      | Qualité |
| ---------------------------------------- | -------- | ------------------ | -------------- | ------- |
|                                          |          |                    |                |         |
| Les données manquantes sont à compléter. |          |                    |                |         |
| 14 juin 2017                             | en cours | Stefano Castellino | sans étiquette | maire   |

### Hameaux
Villaggio Giordano, Marina di Palma

### Communes limitrophes
| Zingarello, Agrigente | Camastra, Naro       | La Valpera             |
| Castello              | Palma di Montechiaro | La Cattiva             |
| Marina di Palma       |                      | Torre di Gaffe, Licata |

## Jumelages
- Hagen,  Rhénanie-du-Nord-Westphalie, 2011